# Hrihorij Olekszijovics Illjasov
Hrihorij Olekszijovics Illjasov (ukránul: Григорій Олексійович Ілляшов; Szvatove, 1965. április 13.) ukrán titkosszolgálati tiszt és politikus.

## Élete
Az Ukrajna Luhanszki területén fekvő Szvatove városban született 1965-ben. Apja Olekszij Hrihorovics Illjasov (1934–2004), anyja Nyina Mikolajivna Illjasov (sz. 1941).
1982–1986 között a politikai tiszteket képző Szimferopoli Katonai Politikai Főiskolán tanult.

### Szakmai pályafutása
1986–1988 között határőrként szolgált a KGB Határőr Csapatainak Közép-ázsiai Határőr Kerületében. 1988-tól 1992-ig a KGB közép-ázsiai részlegénél operatív munkát végzett. Közben, 1988–1990 között elvégezte a KGB novoszibirszki felsőfokú kémelhárító tanfolyamát.
A Szovjetunió megszűnése után az KGB ukrán köztársasági szervezetéből létrejött  Ukrán Biztonsági Szolgálat (SZBU) munkatársa lett. 1992-től 2003-ig az SZBU Luhanszki Területi Igazgatóságán dolgozott. 2001-ben elvégezte az Ukrajna elnöke mellett működő Államigazgatási Akadémia harkivi kihelyezett tagozatát. 2003 szeptemberétől 2004 augusztusáig az SZBU jaltai kirendeltségét vezette, majd kinevezték az SZBU Luhanszki Területi Igazgatóságának vezetőjévé. Ezt a posztot 2005 márciusáig töltötte be.

### Politikai karrierje
Ezután politikai karriert épített. 2006-os ukrajnai parlamenti választáson párton kívüliként, de a Régiók Pártja (PR) pártlistájának a 127. helyéről az Ukrán Legfelsőbb Tanács képviselőjévé választották. A parlamentben a Régiók Pártja frakciójában foglalt helyet, a jogi bizottság elnök-helyettese, később elnöke volt.  Képviselőként részt vett a Gongadze-gyilkosság feltárására alakult ideiglenes parlamenti vizsgálóbizottság munkájában is.
A 2007. novemberi időközi parlamenti választáson ugyancsak a Régiók Pártja listájáról, annak 148. helyéről szerzett képviselői mandátumot. A parlamentben a korrupció és a szervezett bűnözés elleni tevékenységgel foglalkozó parlamenti bizottság tagja volt.
2010. június 18-án Viktor Janukovics elnök kinevezte az Ukrán Külső Hírszerző Szolgálat (SZZRU) elnökévé, ekkor parlamenti mandátumáról lemondott. A Janukovics-rendszerben játszott szerepe, valamint a 2014-es ukrajnai eseményekben viselt dolgai miatt Olekszandr Turcsinov ügyvivő elnök 2014. február 26-án ( №151/2014) felmentette az SZZRU elnöki tisztségéből.
A 2014-es ukrajnai politikai fordulat és a Janukovics-rendszer bukásával Illjasov és családja Oroszországba távozott. 2014 augusztusában megfosztották katonai rendfokozatától is.

## Magánélete
Első felesége Irina Ivanyivna Illjasova (sz. 1965.). Tőle két gyermeke született: Darja (sz. 1989.) és Anton (sz. 1997). Második, jelenlegi felesége Olena Lukas (sz. 1976.) politikus, két alkalommal miniszter, valamint az Ukrán Elnöki Hivatal helyettes vezetője volt. 2009-ben egy közös gyermekük született, Marija.